# Point 110 Old Military Cemetery
Point 110 Old Military Cemetery is een Britse militaire begraafplaats met gesneuvelden uit de Eerste Wereldoorlog, gelegen in het Franse dorp Fricourt (departement Somme). De begraafplaats werd ontworpen door Arthur Hutton en ligt ongeveer 1.400 m ten zuiden van het dorpscentrum. Vanaf de weg van Fricourt naar Bray-sur-Somme is ze bereikbaar via een moeilijk berijdbare landweg van 860 m. De begraafplaats heeft een rechthoekig grondplan met een oppervlakte van 839 m². Ze wordt  omsloten door een bakstenen muur en het Cross of Sacrifice staat recht tegenover de toegang die centraal in de westelijke muur is gebouwd. De graven worden onderhouden door de Commonwealth War Graves Commission. 
Zo'n 230 m zuidelijker ligt langs hetzelfde pad de Point 110 New Military Cemetery.
De begraafplaats telt 100 Britse graven waarvan 3 niet meer geïdentificeerd konden worden.

## Geschiedenis
Het zuidelijke deel van het dorp met de begraafplaats was reeds in geallieerde handen toen op 2 juli 1916 de rest van het dorp door de 17th Division werd veroverd. De begraafplaats was in februari 1915 aangelegd door Franse troepen en werd van augustus 1915 tot september 1916 verder gebruikt door de 1st Dorsets en andere Commonwealth eenheden. De begraafplaats werd vóór september 1916 King George's Hill Cemetery genoemd maar later naar een omlijning op de frontkaart. Na de wapenstilstand werden de Franse graven naar Albert French National Cemetery (Nécropole nationale d'Albert (Somme)) overgebracht.

## Minderjarige militair
- Stephen David Pepler, soldaat bij de Royal Fusiliers was 17 jaar toen hij op 1 septerber 1915 sneuvelde.